# Немања Павловић
Немања Павловић је српски телевизијски глумац. Његова прва улога је у телевизијској серији Синђелићи где тумачи улогу Коље Синђелића.
Немања је љубитељ мотора.

## Филмографија
| Год.      | Назив     | Улога               |
| --------- | --------- | ------------------- |
| 2010-е    |           |                     |
| 2013—2019 | Синђелићи | Коста Коља Синђелић |